# Franciszek Jaczek
Franciszek Jaczek (ur. 26 listopada 1940 w Bydgoszczy) – polski polityk, poseł na Sejm PRL IX kadencji.

## Życiorys
Absolwent Zaocznego Technikum Mechaniczno-Elektrycznego w Bydgoszczy. Od 1957 pracował w Kolejowych Zakładach Łączności jako robotnik, brygadzista, a następnie mistrz. Od 1967 działał w Polskiej Zjednoczonej Partii Robotniczej. W latach 1985–1989 pełnił mandat posła na Sejm PRL IX kadencji z okręgu Bydgoszcz, zasiadając w Komisji Transportu, Żeglugi i Łączności.
Otrzymał Srebrny Krzyż Zasługi oraz Honorową Odznakę „Za zasługi dla miasta Bydgoszczy”.